# ネフェルティティ
ネフェルティティ（英:Nefertiti、紀元前14世紀中頃）は、エジプト新王国時代の第18王朝のファラオ、アクエンアテンの正妃。近年は、ネフェルトイティと表記される場合も増えている。ツタンカーメンより見て義母に当たる。
ネフェルティティは、ベルリン博物館所蔵のその謎多き胸像で著名である。

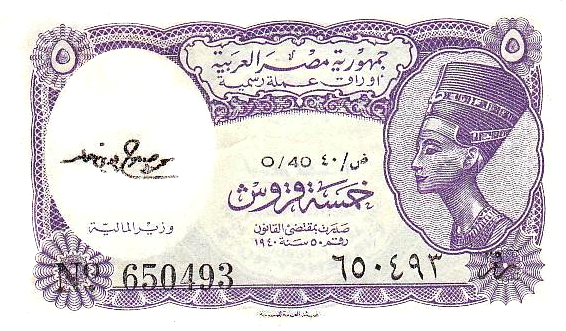
5ピアストル紙幣に描かれたネフェルティティ

また、エジプトの5ピアストル（エジプト・ポンドの補助通貨）紙幣に肖像が使用されている。

## ネフェルティティの生涯

### 家族
ネフェルティティの両親が誰であったのかは不明である。推測においては2つの説があり、1つは、後にファラオとなる大神官アイと、その妻テイ（Tey）のあいだの娘とする説と、もう1つは、ミタンニ王女タドゥキパ（Tadukhipa）を彼女に比定する説である。
第19王朝において、アクエンアテンのアマルナ革命は否定され、ファラオ・アクエンアテンの存在そのものが記録から抹消された。後に復元されたファラオの王統によれば、彼女の夫であるアクエンアテンは、後のファラオ・トゥト・アンク・アメンの父である（2人の親子関係は2010年のDNA調査でほぼ確定された）。
ネフェルティティがいつアクエンアテンと結婚したのか、またいつ正妃となったのかは不明である。しかし、彼女がアクエンアテンとの間に6人の娘を生んだことは知られている。

### アマルナ革命
在位4年（紀元前1346年）、アメンホテプ4世（後のアクエンアテン）は、歴史に著名なアテン信仰を宣言する。この年はまた、今日アマルナ（テル・エル・アマルナ）として知られる新都アケトアテン（「アテンの地平」の意）の建設が開始された年だと信じられている。在位5年（紀元前1345年）、アメンホテプ4世は彼の新たな信仰の証として、アク・エン・アテン（「アテン神に有益なる者」）に改名した。在位7年（紀元前1343年）、王国の首都はテーベより、アケトアテンへと遷都された。とはいえ、新都の建設はなお進行中であり、更に2年を要して紀元前1341年頃に都市としての体裁を整えたと考えられる。新都は王と王妃、2人の新しい信仰に献げられた。また遷都の前後、ネフェルティティの胸像は作成されていたと考えられている。

### 娘に続くネフェルティティ自身の記録の消失
在位12年（紀元前1338年）と推定される碑文が、彼女の娘メケトアテンについて言及する最後の記録である。この日付の後、少ししてメケタトンは死去したと考えられる。アマルナの王家の谷にあるアクエンアテンの墓の浮き彫りは、彼女の葬儀の様を表しているように思える。
アクエンアテンの在位14年（紀元前1336年）、ネフェルティティ自身に関する歴史的記述が一切消えてしまう。またこの後、彼女について言及した記録も存在しなくなる。仮説は、王妃の突然の死に出逢い、耐え難い心の苦痛を抱いた王アクエンアテンがネフェルティティに関する言及を禁じたとするものから、王の寵愛を失い、王妃の地位を失ったネフェルティティが政治的に失脚してその名が消えたというものまで議論されている。しかし、この事件に関する信憑性ある資料は、歴史から完璧に消え去ってしまっている。

### 共同統治者アンクペルウラー
ネフェルティティの記録からの消失は、共同統治者アンクケペルウラーの王座への登位、そしてアクエンアテンの新たな王妃キヤ（Kiya）への言及と時間的に符合している。アンクケペルウラーは、ネフェルティティの娘メリトアテンと結婚していたと考えられる。いずれにしても、アンクケペルウラーもアクエンアテンも、紀元前1334年または紀元前1333年に逝去した。

### ネフェルティティは誰であったのか
アクエンアテンの息子であるツタンカーメンが2人の後を継いだ。ツタンカーメンは、ネフェルティティの娘の1人アンケセンパーテンと結婚した。ある説は、ネフェルティティはなお存命しており、若い2人に影響力を持っていたと信じている。もし事態がこの通りだとしても、彼女の影響力とおそらく彼女の人生自体が、ツタンカーメンの在位3年（紀元前1331年）には終焉していたと考えられる。ツタンカーメンは、アケトアテン（アマルナ）を放棄して、首都をテーベに戻した。ネフェルティティがミタンニ王女タドゥキパだったとすれば、彼女はこの頃35歳前後である。
タドゥキパ、王妃ネフェルティティ、女王スメンクカーラー、そしてキヤのあいだで想定される比定に見られる通り、彼らの時代や生涯に関する記録はきわめて不完全である。ネフェルティティは、タドゥキパであったのか、共同統治者アンクケペルウラーであったのか、あるいは突然出現する王妃キヤであったのか、その誰とも違っていたのか、現時点の歴史的資料からは判断ができない。
エイダン・ドドソンは、ネフェルティティがネフェルネフェルウアテン（Neferneferuaten）の名で女性ファラオとなったと主張している。

## 彫刻
- 石灰岩の素体に漆喰で肉付けした、高さ48cmの像。砂の中に埋まっていたので彩色は保存されていた。右眼は象嵌。左眼は彫った跡もなく未完。現在ベルリンのエジプト博物館にあるが、エジプトの返還要求により国際裁判中である。
- 2010年にイギリスの歴史学者が、この胸像をCTスキャンしたところ、内部に別の彫像が確認され、その彫像は鼻が曲がり目の周りにしわのあった女性だったことを明かしている。そのため、現在の胸像は元の彫像を後に美女に仕立て製作されたものという見解を示している[6]。
  - ネフェルティティの胸像（アマルナ出土の胸像:ベルリンの国立博物館所蔵:前14世紀半ばの作）

『古代エジプト世紀の大発見プロジェクトツタンカーメンと伝説の王妃3300年の新事実』
  - 王妃ネフェルティティの胸像レプリカ（ルーブル彫刻美術館@三重県）